# Gare d’Azay-sur-Cher
Gare d'Azay-sur-Cher – przystanek kolejowy w Montlouis-sur-Loire, w departamencie Indre i Loara, w Regionie Centralnym, we Francji.
Jest przystankiem kolejowym Société nationale des chemins de fer français (SNCF), obsługiwanym przez pociągi TER Centre, kursujących między Tours, Vierzon i Bourges.